# المنار (مجلة)

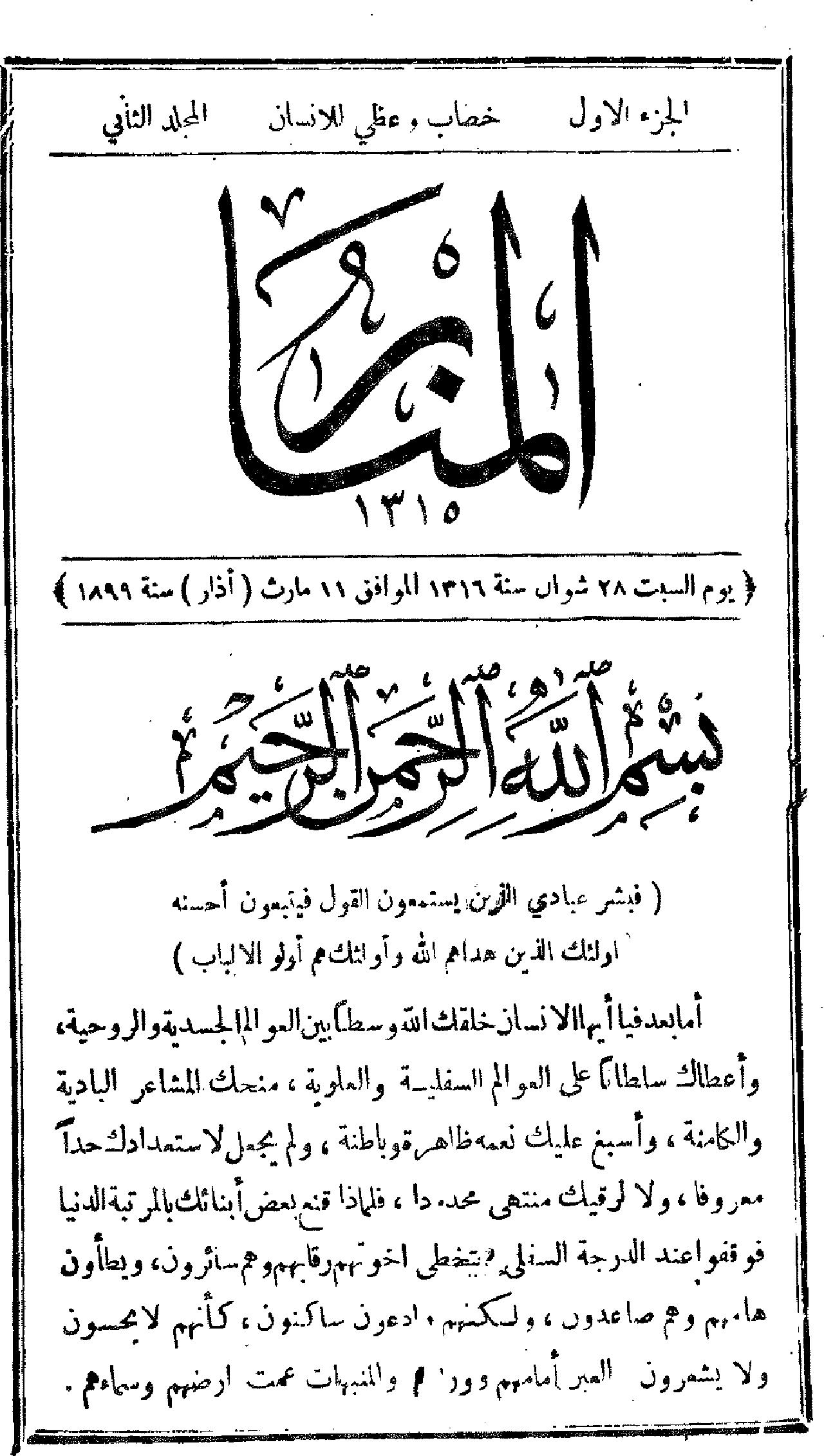
بداية العدد الثاني لمجلة المنار

مجلة المنار هي مجلة إسلامية تهدف إلى الإصلاح الديني والاجتماعي للأمة، أسسها الشيخ محمد رشيد رضا وصدر العدد الأول منها في (22 من شوال 1315 هـ = من مارس 1898م)، وحرص الشيخ محمد رشيد رضا على تأكيد أن هدفه من المنار هو الإصلاح الديني والاجتماعي للأمة، وبيان أن الإسلام يتفق مع العقل والعلم ومصالح البشر، وإبطال الشبهات الواردة على الإسلام، وتفنيد ما يعزى إليه من الخرافات.

## تسميتها
اُختار لها اسم المنار اقتباسًا من حديث النبي صلى الله عليه وسلم: «إن للإسلام صوى ومنارًا كمنار الطريق»، ووافقه على هذا الاسم الإمام محمد عبده لتكون طريقًا للهداية ومعلمًا من معالم الحق والرشاد، كما أراد الشيخ رشيد رضا أن تكون المنار بديلاً عن «العروة الوثقى» التي أغلقت من قبل.

## المنار في عهد محمد رشيد رضا
كانت المنار في عهد محمد رشيد رضا شهرية اجتماعية دينية أكثر منها سياسية، وكانت منبرًا للدفاع عن الإسلام من الشبهات، كما كانت حافلة بمقالات وبحوث وفتاوٍ أغلبها بقلمه، بالإضافة إلى دروس التفسير التي بدأها الشيخ محمد عبده حيث انتهى عند الآية (125) من سورة النساء، ثم تابعها الشيخ رشيد رضا مقتفيًا أثر أستاذه محمد عبده في الأسلوب والمستوى حتى وصل إلى تفسير سورة يوسف، ثم لقي نحبه في 22أغسطس 1935 م.

## توقفالمجلة
توقفت المجلة عند العدد الثاني من المجلد الخامس والثلاثين لمدة سبعة أشهر، حتى أسند تحرير المجلة إلى المحقق السوري الجليل الشيخ بهجة البيطار الذي استمر في إكمال مسيرة التفسير خلفًا للشيخين فأتم سورة يوسف إلا إنه ترك المجلة بعد عددين فقط الثالث والرابع من السنة 35، ثم توقفت المجلة عن الصدور مرة ثانية لما يقرب من ثلاث سنوات.

## إشراف الإخوان على المنار
بعد توقف المنار بعد الشيخ بهجة البيطار عز على الإخوان أن تتوقف إحدى أهم الصحف الإسلامية في العالم العربي بعد مسيرة دامت لأكثر من أربعين عامًا، طلبت أسرة رشيد رضا من حسن البنا أن يقوم بأعباء المنار ويتولى مسئولية تحريرها، فصدر الجزء الخامس من المجلد الخامس والثلاثين في غرة جمادى الآخرة 1358ه/ 18يوليو 1939 م في ثمانين صفحة بنفس شكل إصدارها في عهد الشيخ رشيد رضا، وكان لذلك صدى كبير في الأوساط العلمية الإسلامية.

## توزيع المجلة
كان توزيع المجلة يعتمد على الاشتراكات فقط، وقد حددت المجلة اشتراكها الذي كان 50 قرشًا داخل القطر المصري عن السنة، و30 قرشًا داخل القطر عن نصف السنة، وخارج القطر 60 قرشًا عن السنة، و35 قرشًا عن نصف السنة، وحرصًا من المجلة على تأييد الدعاة والطلاب فقد استثنت المجلة حضرات أئمة المساجد وخطباءها والوعاظ، وطلبة العلم، ورجال التعليم الأولي، وأعضاء الجمعيات الإسلامية بأن خفضت لهم اشتراكهم إلى نصف القيمة، وكانت المجلة تصدر عشرة أعداد في العام، وكانت تقدم هدية علمية لكل من سدد اشتراك سنة كاملة عوضًا عن العددين الباقيين.

## عرقلة مسيرة المجلة ومصادرتها
صدر العدد العاشر في شعبان 1359هجري الموافق سبتمبر 1940م بعد تأخر شهر، تم مصادرة المجلة، وتوقفت عن الصدور ليكون العدد العاشر هو آخر عدد يصدر للمجلة.